# Amblyopone mystriops
Amblyopone mystriops är en myrart som beskrevs av Brown 1960. Amblyopone mystriops ingår i släktet Amblyopone och familjen myror. Inga underarter finns listade i Catalogue of Life.

## Bildgalleri

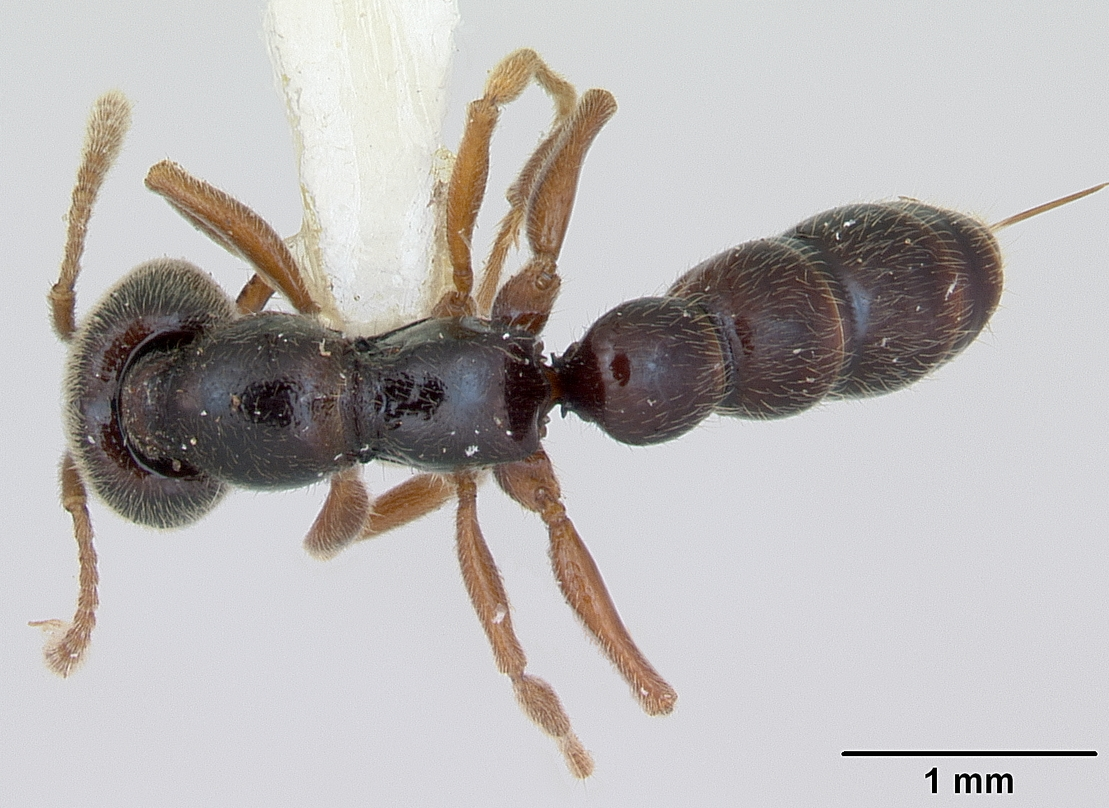
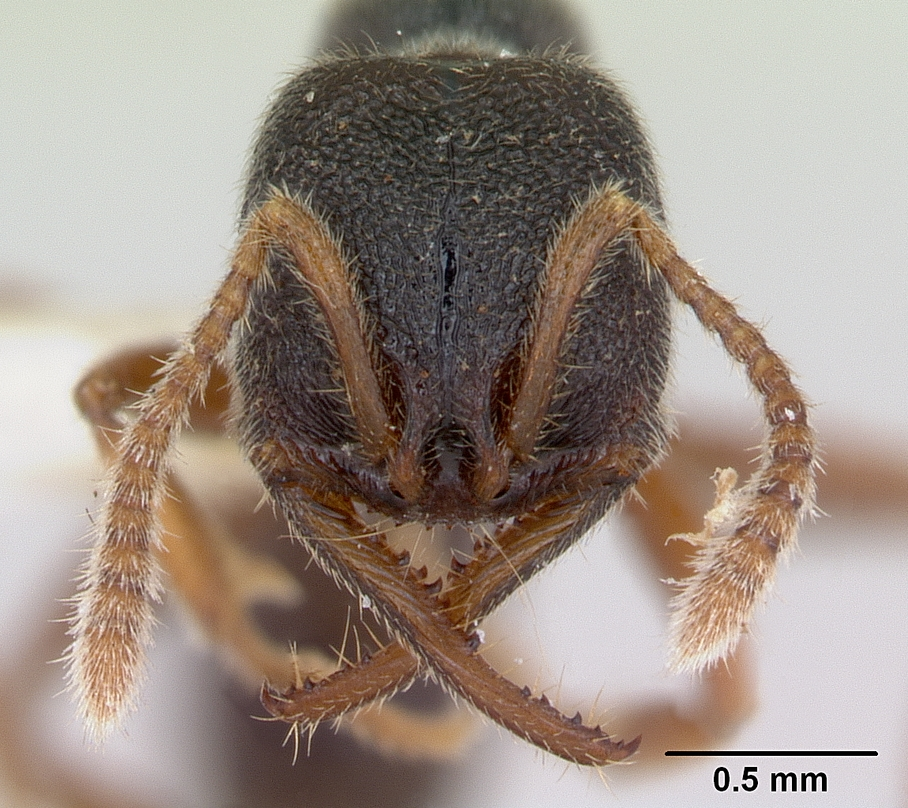
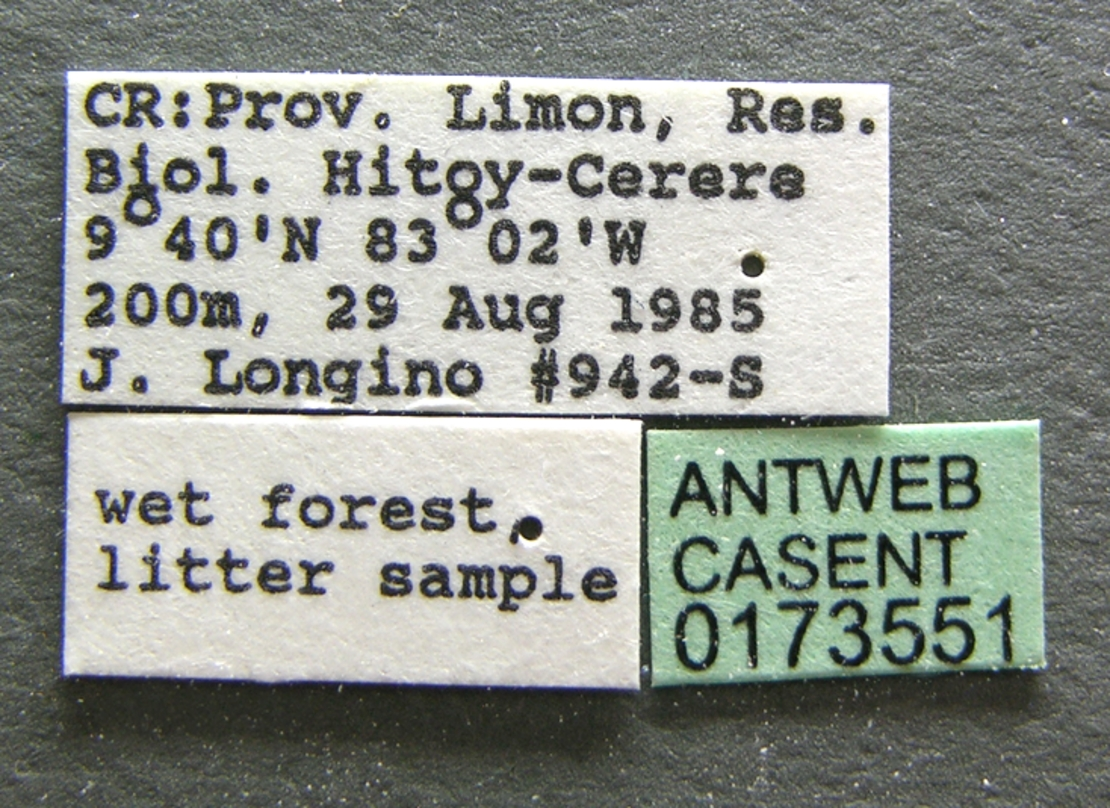
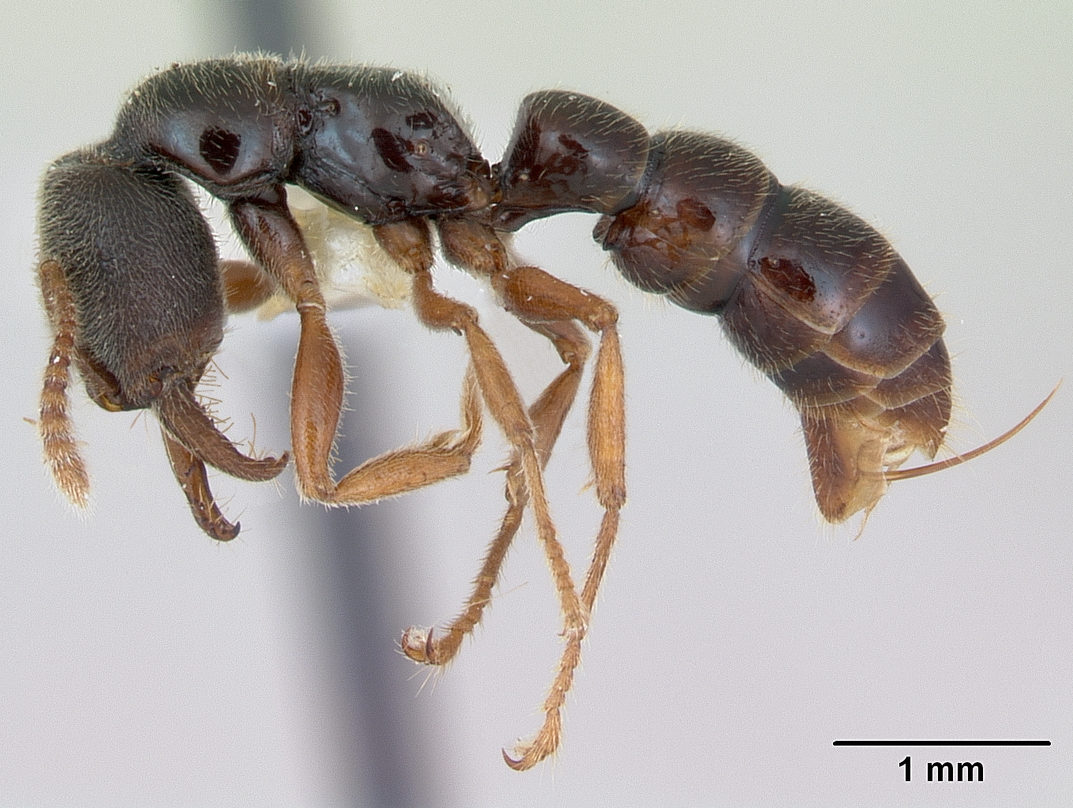
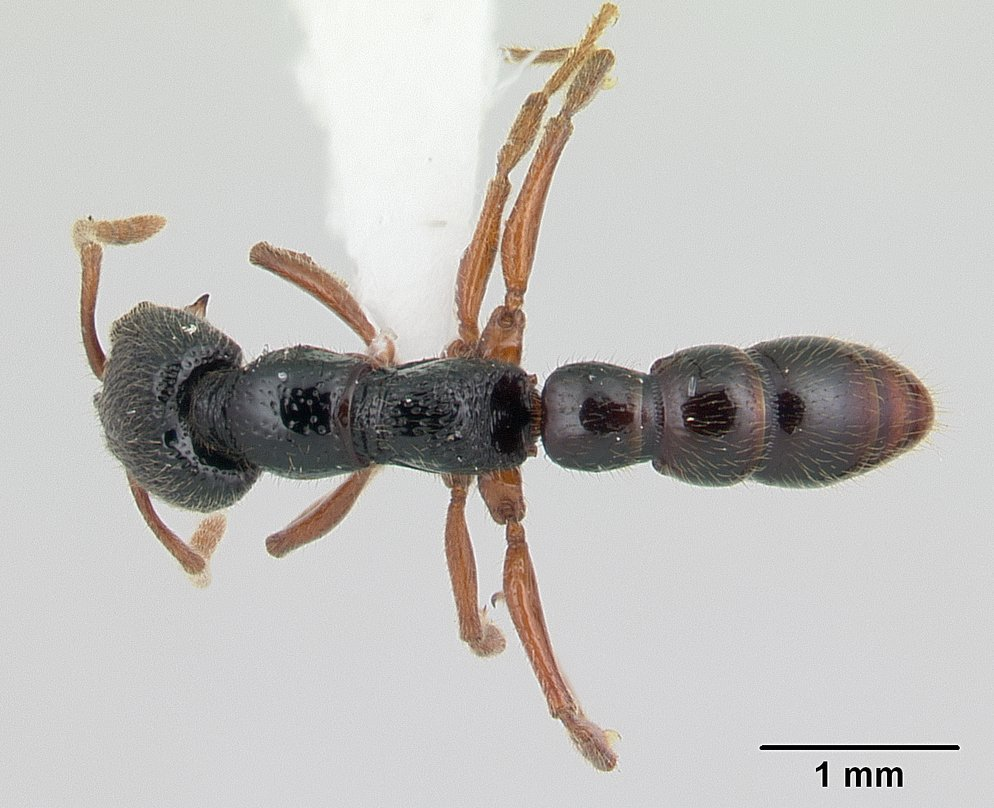
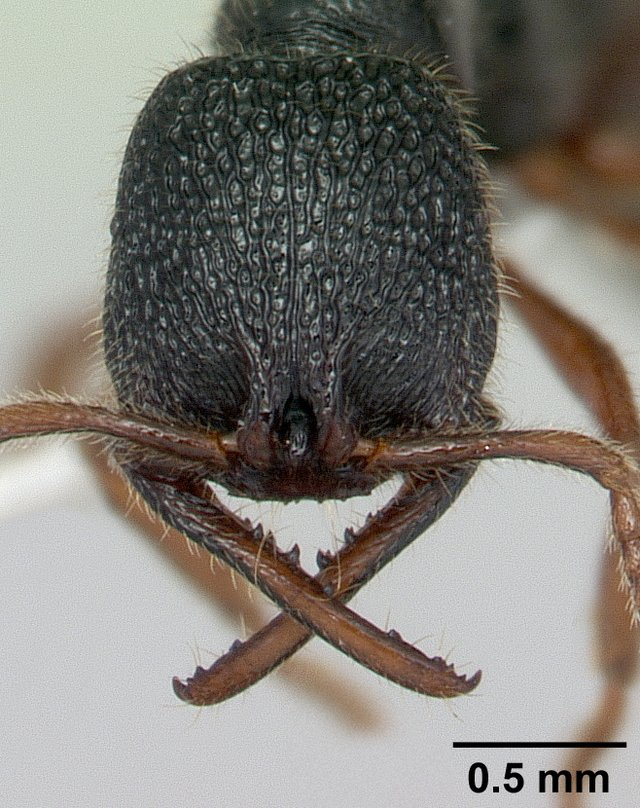